# Самир Муратович
Самир Муратович (босн. Samir Muratović, нар. 25 лютого 1976, Зворник, СФРЮ) — боснійський футболіст, що грав на позиції. Виступав за національну збірну Боснії і Герцеговини.
Дворазовий чемпіон Австрії. Дворазовий володар кубка Австрії.

## Клубна кар'єра
У дорослому футболі дебютував 1995 року виступами за команду клубу «Дрина» З, в якій провів два сезони.
Згодом з 1997 по 2007 рік грав у складі команд клубів «Коджаеліспор», «Желєзнічар» (С), «Хемніцер», «Сатурн» (Р) та ГАК (Грац). Протягом цих років виборов титул чемпіона Австрії, ставав володарем кубка Австрії.
Своєю грою за останню команду привернув увагу представників тренерського штабу клубу «Штурм» (Г), до складу якого приєднався 2007 року. Відіграв за команду з Граца наступні п'ять сезонів своєї ігрової кар'єри. Більшість часу, проведеного у складі «Штурма», був основним гравцем команди. За цей час додав до переліку своїх трофеїв ще один титул володаря кубка Австрії.
Завершив професіональну ігрову кар'єру у клубі «Граткорн», за команду якого виступав протягом 2012—2013 років.

## Виступи за збірну
1999 року дебютував в офіційних матчах у складі національної збірної Боснії і Герцеговини. Протягом кар'єри у національній команді, яка тривала 15 років, провів у формі головної команди країни лише 24 матчі.

## Досягнення
- Володар Кубка Боснії і Герцеговини:

«Желєзнічар»: 1999–2000
- Чемпіон Австрії:

ГАК (Грац): 2003—2004
«Штурм» (Грац): 2010—2011
- Володар Кубка Австрії:

ГАК (Грац): 2003–2004
«Штурм» (Грац): 2009–2010
- Володар Кубка Інтертото:

«Штурм» (Грац): 2008